# Mengelmoes (lied)

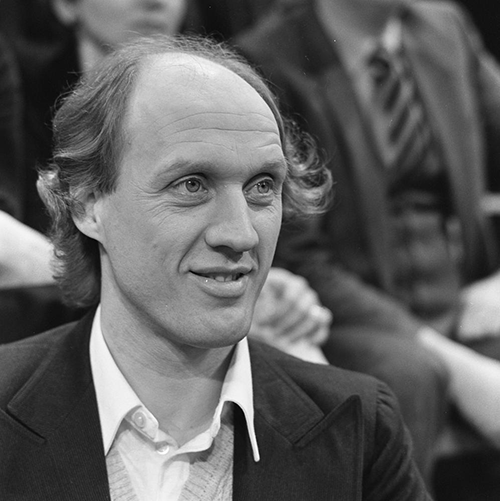
Herman van Veen

“Mengelmoes” is een Nederlandstalig lied van Herman van Veen.

## Releases en versies
- 1989: Eerste (her)opname uitgebracht op het compilatiealbum Nu en dan: 30 jaar Herman van Veen, uitgegeven door Universal International.
- Het nummer staat op track 9 van cd 3 in de boxset uit 1998, eveneens onder Nu en dan (30 jaar).
- Meerdere digitale releases op platforms als Spotify en Apple Music tonen 1989 als publicatiejaar.

## Liedgegevens
- Duur: circa 2:47 minuten (in de 1998 boxset) (musicmeter.nl).
- Tekst: bevat een typiche reeks culturele mengvormen – van dieren tot mensen van verschillende afkomst – met het refrein “een mengelmoes” als centrale metafoor. De bron Vagalume voert de volledige tekst door (vagalume.com.br).

## Albumcontext
- Nu en dan: 30 jaar Herman van Veen (ook bekend als Nu en dan, 1998) is een compilatiebox met 4 cd's. Volgens gebruikersinformatie bevat het merendeels heropnames, waaronder Mengelmoes op cd 3 (track 9) (musicmeter.nl).
- Origineel verschenen op het album uit 1989; de 1998-versie is heropgenomen/acoustisch herwerkt (musicmeter.nl).

## Samenvattingstabel
| Kenmerk                 | Informatie                                                         |
| ----------------------- | ------------------------------------------------------------------ |
| Titel                   | Mengelmoes                                                         |
| Artiest                 | Herman van Veen                                                    |
| Oorspronkelijke release | 1989 (album: Nu en dan: 30 jaar Herman van Veen)                   |
| Heropname               | 1998 (boxset Nu en dan)                                            |
| Duur                    | ± 2:47                                                             |
| Label                   | Universal International                                            |
| Genre                   | Kleinkunst / cabaret                                               |
| Tekstinhoud             | Diverse culturele identiteiten; herhaling van “mengelmoes” refrein |